# Стюарт, Джон, 1-й граф Ангус
Сэр Джон Стюарт (? — 1331) — шотландский аристократ, 1-й граф Ангус (1329—1331), барон Абернети (1328—1331).

## Биография
Единственный сын сэра Александра Стюарта из Бонкиля (? — 1319) и правнук Александра Стюарта (1214—1283), 4-го лорда-стюарда Шотландии.
После смерти своего отца Александра Стюарта (ок. 1319) Джон Стюарт унаследовал его поместья в графстве Бервикшир (баронства Бонкиль и Престон).
В 1328 году он женился на Маргарет де Абернети, наследнице баронства Абернети, дочери барона Александра Абернети (? — ок. 1315). Сэр Александр Абернети был последним гэльским лордом Абернети, потомком Гилла Михейла, графа Файфа (ум. 1136). Благодаря браку Джон Стюарт получил титул барона Абернети.
В 1329 году король Шотландии Роберт I Брюс пожаловал Джону Стюарту титул графа Ангуса. Графство Ангус было конфисковано у предыдущего владельца Роберта де Умфравиля еще до 1314 года, но он продолжал именоваться графом Ангусом до своей смерти в 1325 году.
Маргарет Стюарт (? — 1417), графиня Ангус, внучка Джона Стюарта, находилась во внебрачной связи с Уильямом Дугласом, 1-м графом Дугласом и стала матерью Джорджа Дугласа (1380—1403), 1-го графа Ангуса. Джордж Дуглас в 1389 году получил во владение графство Ангус и баронство Абернети.
В ноябре 1331 года Джон Стюарт был пожалован в рыцари, но затем через две недели скончался. Ему наследовал сын Томас Стюарт (ок. 1331—1361), 2-й граф Ангус.